# Крупка
Крупка (Draba) — рід трав'янистих рослин родини капустяні (Brassicaceae). Рід налічує приблизно 380 видів.

## Опис
Це одно-, дво- або в основному багаторічні трав'янисті рослини, іноді стебла стають дерев'яними біля основи й рідко це напівчагарники. Зазвичай зростають вертикально, рідко стебла лежачі; як правило, у верхній частині стебла розгалужені. Рослини від гладких до щільно волохатих. Листя, як правило, розташовується в базальних розетках і поперемінно поширюються на стеблі. Базальне листя в основному черешкове, рідко сидяче.
Квіти зазвичай зібрані в багатоквіткові китиці. Чотири чашолистки яйцеподібні або довгасті, рідко еліптичні. Чотири переважно жовті, білі, рідше від рожевих до пурпурових або апельсинові, рідше червоні пелюстки зворотно-яйцеподібні чи з широким заокруглених кінцем чи обернено-ланцетні або лінійні, рідше круглі або довгасті. Пелюстки зазвичай довші, рідше коротші, ніж чашолистки. Із шести тичинок, чотири — довші й дві коротші. Стручки яйцеподібні, ланцетні, еліптичні, довгасті, лінійні, ланцетні або майже круглі, плоскі або іноді спіральні. У плоді насіння розташоване в два ряди. Коли зріло, плоди відкриваються і звільняють насіння.

## Поширення
Поширений насамперед у Північній півкулі, особливо в арктичних, субарктичних, альпійських і субальпійських районах (Північна Америка, Південна Америка (Анди, Колумбія, Патагонія), Європа, Азія, пн.-зх. Африка). Багато видів заселяють відкриті, кам'янисті ґрунти.
В Україні зростають:
- крупка витягнутостовпчикова Draba cuspidata Bieb. — у гірському Криму
- крупка аїзовидна Draba aizoides L. — на вапнякових схилах в субальпійському й альпійському поясах Карпат
- крупка дібровна Draba nemorosa L. — на сухих схилах, луках, в чагарниках, по узбіччях доріг в усій Україні
- крупка мурова Draba muralis L. — на кам'янистому ґрунті, в горах Криму, рідко
- крупка карінтійська Draba carinthiaca Hoppe — на вапнякових і піщанистих схилах, іноді на сланцях у субальпійському поясі Карпат
- крупка сибірська Draba sibirica (Pall.) Thell. — на насипах залізниць в Лісостепу (в Хмельницькій, Харківській і Полтавській обл.)

## Використання
Деякі види вирощують як декоративні рослини, переважно в гірських садах.